# Mojotengah (Reban)
Mojotengah is een bestuurslaag in het regentschap Batang van de provincie Midden-Java, Indonesië. Mojotengah telt 2036 inwoners (volkstelling 2010).